# 重音奏法
重音奏法（じゅうおんそうほう）とは、単音楽器（主として同時にひとつの音だけを演奏する楽器）において、複数の音を同時に発生させる演奏技法である。
主に以下の3つの奏法がある。厳密な意味では弦楽器の重音は特殊奏法に分類されるが、あまりにも広く普及したために現在では常識になっている。一方、管楽器と声楽の重音奏法（唱法）は未だ特殊奏法の範疇にある。
1. ヴァイオリン属などの擦弦楽器で、複数の弦を同時に押さえる奏法。最も早い実施が17世紀といわれる。
2. 管楽器において2つ（またはそれ以上）の音を発生させる奏法。
3. 声楽にもホーミーのような重音唱法や、マイケル・エドガートンやアンナ・ラバーバラが開発した重音唱法がある。

2音／3音／4音の重音奏法それぞれに対して、ダブルストップ／トリプルストップ／クォドルストップと呼びわける場合もある。

## 弦楽器
ヴァイオリン属の重音奏法は、17世紀に初めて試みられた特殊奏法である。この奏法は18世紀には既に多くの作曲家の総譜に現れるようになっており、この頃までには、厳密な意味では「特殊奏法」でありながらも事実上の「通常の奏法」として確立していた。
作編曲において弦楽器のために重音奏法を指示する際には、左手のポジションや指の押さえ方などにおいて困難が生じないようにすることなどに十分に注意しなければ、満足な演奏効果を得ることは出来ないであろう。十分な効果を上げるためには、弦楽器の構造についての深い理解やある程度の熟練を要する。ディヴィジなどで代替される可能性も考慮に入れ、効果的な奏法を吟味する必要があるといわれる。

## 管楽器
金管楽器でよく使われる技法としては、簡単に言えば、楽器で音を出す際に声も同時に出す奏法である。管楽器は唇やリードなどを振動させて演奏するが、これは声帯の構造と同様である。奏者は唇やリードと声帯を同時に震わせることが可能であり、この原理によって楽器の発音時に同時に声を発生させればよい。これによって、1つは楽器の音色、もう1つは演奏者の声が鳴る。
大体の場合、楽器が低い部分を担当し、声は高い方を担当する。これにより、一人で2和音、もしくは根音と旋律の同時演奏が可能となる。2つの音程が1オクターブ以上離れていれば演奏しやすいが、それ以下になると発声が困難になる。これは管楽器（特に金管楽器）の場合同じ指使いに複数の音が対応するため、目標とする音を正確にイメージしないと演奏できないことが関係している。頭の中で楽器と声の二つの音程をとりにくいようなものは、演奏が困難である。
木管楽器では、一般的に特殊なフィンガリングやアンブシュア等を駆使することで楽器音のみで2つ以上の音を同時に鳴らすことが可能であり、一部の現代音楽において使用される。この場合、出す音の組み合わせに応じて個別の運指を用いる。その音色は通常の意味での「きれいな音」とは異なることが多い。